# František Vobecký
František Vobecký, křtěný František Jan (9. listopadu 1902 v Trhovém Štěpánově – 13. dubna 1991 v Praze) byl český kubistický a později surrealistický malíř a fotograf. Civilním povoláním byl krejčí.

## Život
František Vobecký se narodil v Trhovém Štěpánově v rodině mistra obuvnického Františka Vobeckého a jeho ženy Františky rodem Růžkové, dcery truhláře z Trhového Štepánova. Později se vyučil krejčím. V letech 1923–1926 absolvoval kurzy kreslení v Ústřední škole dělnické v Praze. V letech 1926–1927 žil v Paříži, kde pracoval jako krejčí v salonu de haute couture. Současně navštěvoval kurzy na Académie Colarossi a Académie de la Grande-Chaumière.
Po návratu z Paříže pracoval jako střihač a modelář v předních krejčovských salonech v Praze, například v salonu Rosenbaum nebo u Hany Podolské.
V letech 1929–1930 vystavoval jako host SVU Mánes, v roce 1931 byl na návrh Václava Špály přijat za řádného člena Mánesa.
V roce 1949 se stal členem Svazu československých výtvarných umělců. Svá díla ale zveřejňoval jen výjimečně. V šedesátých letech se opět začala objevovat na výstavách a v publikacích v českém i zahraničním tisku.
V letech 1964–1976 působil jako externí vyučující na Vysoké škole uměleckoprůmyslové v Praze, kde přednášel studentům oděvních oborů střih.

## Dílo
Souběžně se svým povoláním krejčího se soustavně věnoval malování. Tvořil v duchu lyrického kubismu, později přešel k surrealismu.
Od roku 1928 se věnoval také fotografii. Publikoval fotografie módy, například v časopisu Měsíc. Ve třicátých letech vytvořil cyklus surrealistických fotografických asambláží, který je považován za významné dílo české meziválečné fotografie. Koncem třicátých let ale fotografii opustil a dále se věnoval jen malířství. K fotografování se vrátil v roce 1974.

## Výstavy

### Samostatné výstavy
- 1959 František Vobecký – Obrazy, Galerie Československého spisovatele, Praha, katalog
- 1982 František Vobecký – fotografie, Kabinet fotografie Jaroslava Funka, Dům pánů z Kunštátu, Brno
- 1985 František Vobecký – raná tvorba 1926–1938, Galerie hlavního města Prahy – Staroměstská radnice, leden – únor 1985, katalog[5]

### Účast na kolektivních výstavách
- 1936 Mezinárodní výstava fotografie, Mánes, Praha
- 1937 Výstava československé avantgardy, Dům uměleckého průmyslu, Praha
- 1938 Fotografie – výstava šesti, Mánes, Praha
- 1966 Surrealismus a fotografie, Dům pánů z Kunštátu, Brno, reprízováno téhož roku v Museu Folkwang v Essenu
- 1967 Československá fotografie mezi dvěma světovými válkami, Obecní dům, Praha
- 1968 Československá fotografie 1918–1968, Muzeum revolučních bojů, Ostrava
- 1981 Československá fotografie 1918–1938, Moravská galerie, Brno
- 1982 Československá fotografie 1918–1938, Uměleckoprůmyslové muzeum v Praze, Praha
- 1983 Peinture Surrealiste et Imaginative En Tchecoslovaquie 1930–1960, Galerie 1900–2000, Paříž, katalog
- 1983 Photographes tchèques 1920–1950, Musée National d'Art Moderne Centre Georges Pompidou, 1983, Paříž, katalog[6]
- 1983 Lyrický a imaginativní kubismus 1926 – 1935, Dům umění města Brna, Brno
- 1984 Tschechische Fotografie 1918 – 1938, Museum Folkwang, Essen, katalog